# Великая Китайская стена

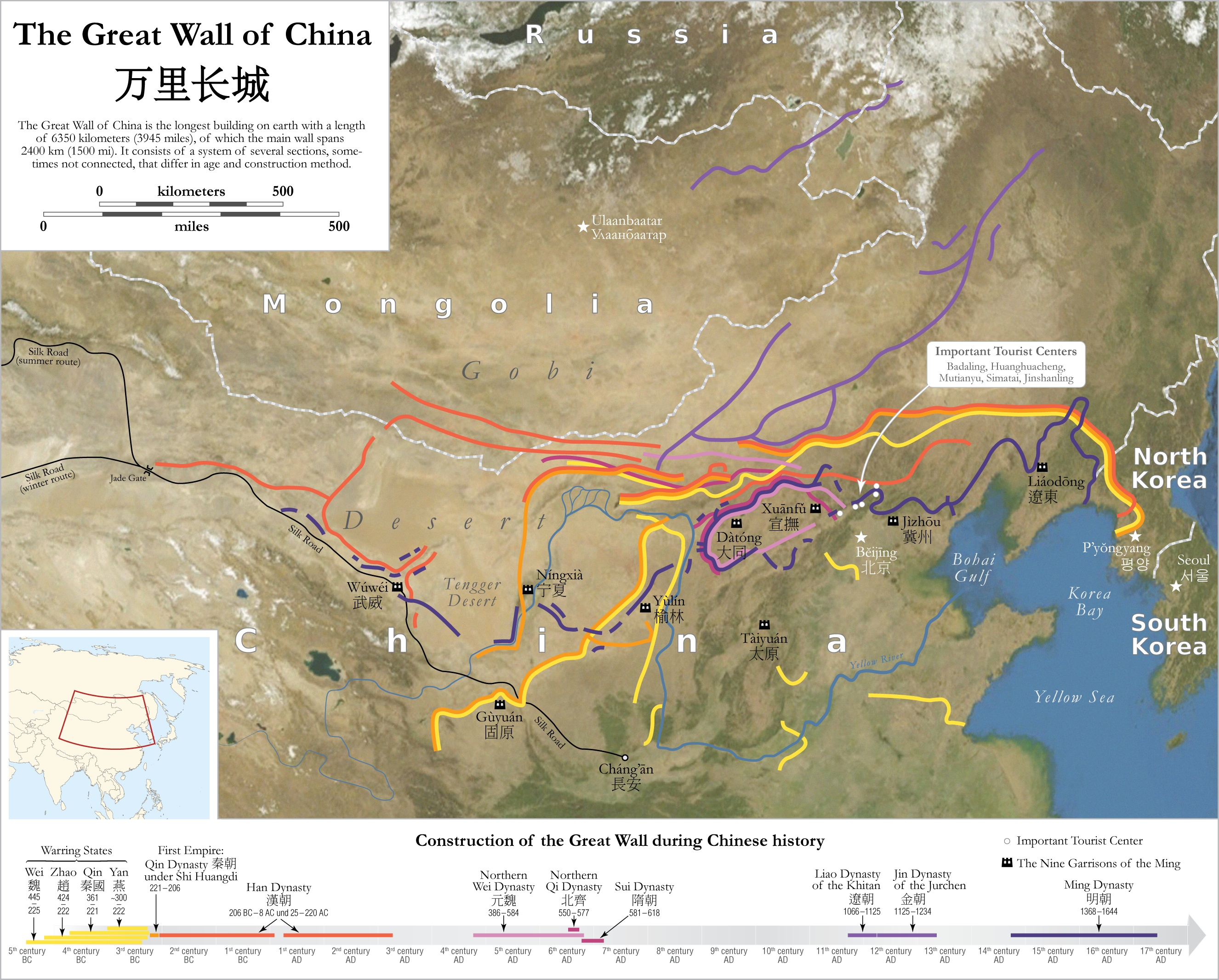
История строительства, изображённая на карте

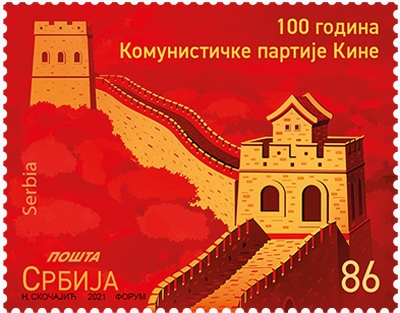
Великая Китайская стена на почтовой марке Сербии, приуроченной к 100-летию Коммунистической партии Китая, 2021

Вели́кая Кита́йская стена́ (кит. трад. 長城, упр. 长城, пиньинь Chángchéng, буквально: «Длинная стена» или кит. трад. 萬里長城, упр. 万里长城, пиньинь Wànlǐ Chángchéng, буквально: «Стена длиной в 10 000 ли») — разделительная стена длиной почти 9000 км (полная длина — 21,2 тыс. км), построенная в древнем Китае и являющаяся крупнейшим памятником архитектуры. В китайском языке слово, обозначающее сам проект (长城, Chángchéng), приобрело также образное значение «несгибаемая могущественная сила, непреодолимый барьер». Великая Китайская стена упоминается в Государственном гимне КНР.

## Описание
Стена проходит по северному Китаю на протяжении 8851,9 км, а на участке Бадалин располагается в непосредственной близости от Пекина (это длина последнего сооружения эпохи династии Мин, причём сюда входят 6259 км собственно стен, 359 км рвов, 2232 км естественных защитных рубежей в виде холмов и рек).
Длина стены со всеми ответвлениями составляет 21 196 километров.
Толщина Великой Китайской стены составляет 5—6 м в верхней части и не превышает 7 м в нижней части, а высота — в среднем от 6 до 8 м, максимально достигает 16 м.
Сооружение простирается вдоль горной цепи Иньшань, огибая все отроги, преодолевая как высокие подъёмы, так и весьма значительные ущелья.
На протяжении многих столетий стена меняла свои названия. Изначально она называлась «Барьером», «Разгулом» или «Крепостью». Позднее стена обрела более поэтичные названия, такие, как «Пурпурная граница» и «Земляной дракон».

## История
Строительство первых участков стены началось в III веке до н. э. в период Воюющих царств (475—221 гг. до н. э.) для защиты государства от хунну. В строительстве участвовала пятая часть жившего тогда населения страны, то есть около миллиона человек. Стена должна была чётко зафиксировать границы китайской цивилизации, способствовать консолидации единой империи, только что составленной из ряда завоёванных царств.
Развивавшиеся на равнине центрального Китая населённые пункты, превращавшиеся в крупные центры торговли, привлекали внимание кочевников, которые стали часто нападать на них, совершая набеги из-за Иньшаня. Крупные царства, такие как Цинь, Вэй, Янь, Чжао, предприняли попытки строительства защитных стен на своих северных границах. Эти стены представляли собой глинобитные конструкции. Царство Вэй возводит стену около 353 года до н. э., служившую границей с царством Цинь, царства Цинь и Чжао строят стену около 300 года до н. э., а царство Янь — около 289 года до н. э. Разрозненные конструкции стен позднее соединяются и образуют единое сооружение.
Цинь Шихуанди (259—210 гг. до н. э.) объединяет все царства в империю, которая достигает небывалого могущества. Как никогда ранее ей требуется надёжная защита от кочевых народов. Цинь Шихуан отдаёт распоряжение о строительстве Великой стены вдоль Иньшаня. При строительстве используются ранее существовавшие части стены, которые укрепляются, надстраиваются, соединяются новыми участками и удлиняются, участки же, ранее разделявшие отдельные царства, сносятся. Постройкой стены был назначен управлять полководец Мэн Тянь.
Строительство длилось 10 лет и сталкивалось с многочисленными трудностями. Главной проблемой было отсутствие соответствующей инфраструктуры для строительства: не было дорог, отсутствовала в надлежащих количествах вода и пропитание для участвующих в работах, тогда как их количество достигало 300 тыс. человек, а общее количество задействованных при Цинь строителей достигло, по некоторым оценкам, 2 миллионов. К строительству привлекались рабы, солдаты, крестьяне. В результате эпидемий и непосильного труда погибли, как минимум, десятки тысяч человек. Возмущение мобилизацией на строительство стены вызывало народные восстания и послужило одной из причин падения династии Цинь.
Сама местность была чрезвычайно сложна для столь грандиозного сооружения: стена шла прямо вдоль горной цепи, огибая все отроги, при этом приходилось преодолевать как высокие подъёмы, так и весьма значительные ущелья. Однако именно это обусловило и уникальное своеобразие сооружения — стена необычайно органично вписана в ландшафт и составляет с ним единое целое.
Вплоть до циньского времени значительная доля стены строилась из самых примитивных материалов, в основном — с помощью трамбовки земли. Между щитами из прутьев или тростника прессовали слои глины, гальки и других местных материалов. Бо́льшую часть материалов для таких стен можно было взять на месте. Иногда использовали кирпичи, но не обожжённые, а высушенные на солнце.
Очевидно, именно со строительными материалами связано народное китайское название стены — «земляной дракон». В период Цинь на некоторых участках начинают применяться каменные плиты, которые укладывались вплотную друг к другу по слоям уплотнённой земли. Каменные конструкции широко использовались при возведении Стены на востоке. Там же, где по местным условиям камень был недоступен (западные земли, на территории современных провинций Ганьсу, Шэньси) — возводилась большая насыпь.
Размеры стены разнились по участкам, средние параметры составляли: высота — 7,5 м, высота с зубцами — 9 м, ширина по гребню — 5,5 м, ширина основания — 6,5 м. Зубцы стены, располагающиеся с внешней стороны, имеют простую прямоугольную форму. Составной частью стены являются башни. Некоторые башни, возведённые ещё до строительства стены, были встроены в неё. Такие башни часто имеют ширину меньшую, чем ширина самой стены, и места их расположения случайны. По всей длине стены насчитывается около 25 тысяч башен. Башни, возводившиеся вместе со стеной, располагались друг от друга на расстоянии до 200 метров (дальность полёта стрелы).
Есть несколько видов башен, различающихся по архитектурному решению. Наиболее распространён тип башни в два этажа, прямоугольные в плане. Такие башни имели верхнюю площадку с бойницами. Также в пределах видимости костра (примерно 10 км) на стене располагались сигнальные вышки, с которых велось наблюдение за подступами врага и передавались сигналы. Для проезда в стене было сделано двенадцать ворот, которые со временем укрепились в мощные заставы. Последняя битва возле Великой Китайской стены происходила в 1938 между Китаем и Японией.
В период правления династии Хань (206 г. до н. э. — 220 н. э.) стена была расширена на запад до Дуньхуана. Также была сооружена линия сторожевых башен, уходившая вглубь пустыни, для защиты торговых караванов от набегов кочевников. Следующая династия — Цзинь — восстановила и построила, по оценкам археологов, около 10 000 км стен — вдвое больше, чем Цинь. Династия Цзинь приступила к строительству своих стен в XII в., единовременно мобилизуя для этих целей до 750 000 человек.
Те участки Великой стены, которые сохранились до нашего времени, были построены, в основном, при династии Мин (1368—1644). В эту эпоху основными строительными материалами были кирпич и каменные блоки, делавшие конструкцию более надёжной. При укладке каменных блоков стены использовалась клейкая рисовая каша с примесью гашёной извести. За время правления Мин стена протянулась с востока на запад от заставы Шаньхайгуань на берегу Бохайского залива (Ляодунского залива, по другим данным) Жёлтого моря до заставы Юймэньгуань на стыке современных провинции Ганьсу и Синьцзян-Уйгурского автономного района.

## Китайцы и Великая Китайская стена

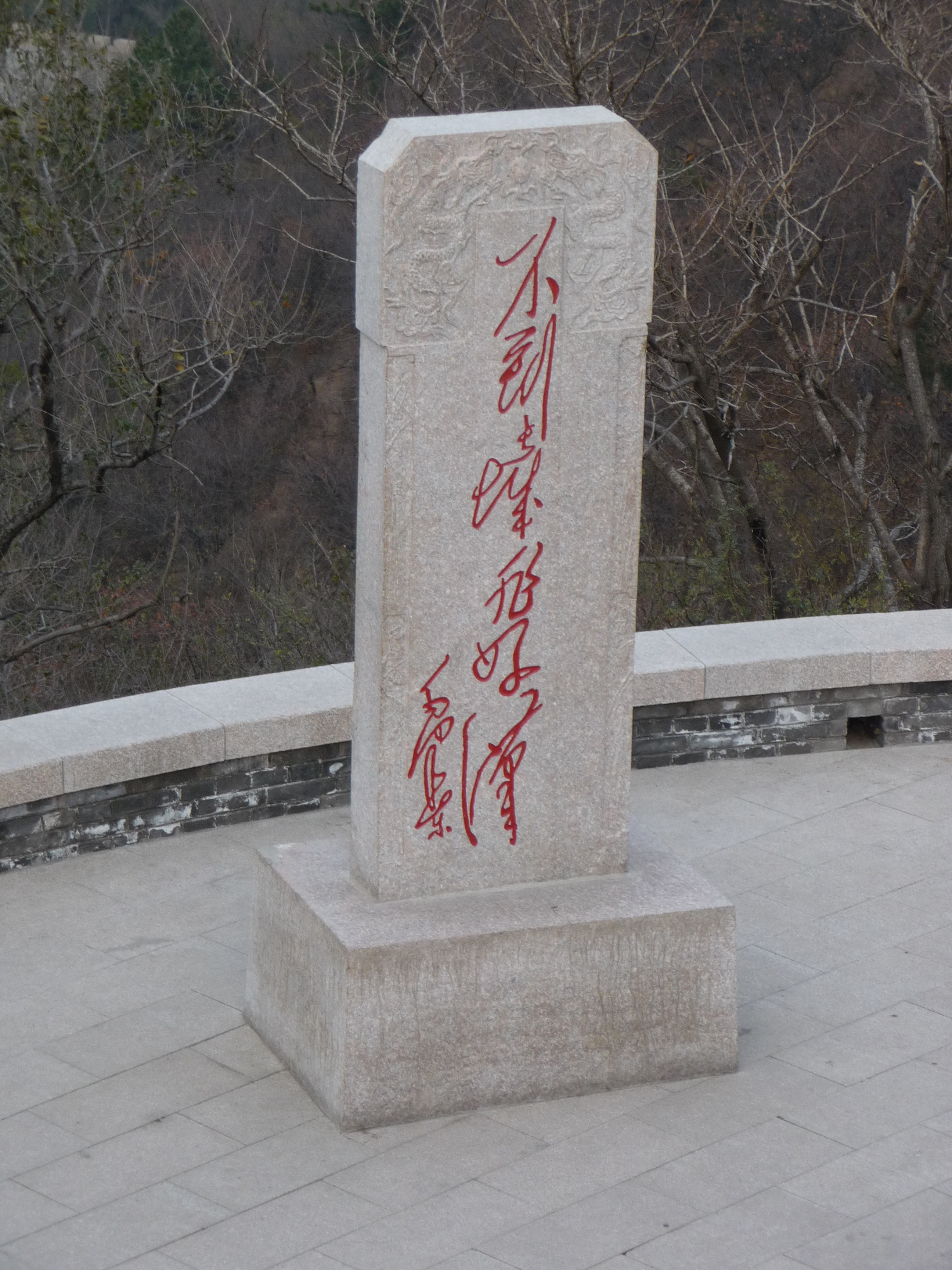
Памятник с цитатой из стихотворения Мао Цзэдуна «Люпаньшань»: «Если ты не побывал на Великой Китайской стене, ты не настоящий китаец» на участке Бадалин

Постоянное строительство и восстановление стены истощало силы народа и государства, однако ценность её как оборонительного сооружения подвергалась сомнению. Враги при желании легко находили слабо укреплённые участки или просто подкупали стражу. Иногда при нападениях она не решалась поднимать тревогу и молча пропускала врага.
Для китайских учёных стена стала символом военной слабости при династии Мин, капитуляции перед очередными варварами. Ван Сытун, историк и поэт XVII века, написал:
Люди Цинь строили Длинную стену как защиту против варваров.
Длинная стена росла вверх, а империя катилась вниз.
Люди и сегодня смеются над ней…
Как только объявлялось, что стены будут строиться на востоке,
Обязательно сообщалось, что орды варваров напали на западе…
После падения династии Мин цинский император посвятил ей стихотворение, в котором о стене было написано:
Вы строили её на десять тысяч ли, протянув до самого моря,
Но все ваши затраты оказались напрасны —
Вы истощили силы своего народа.
Но когда вообще империя принадлежала вам?
Китайцев цинской эпохи удивлял интерес европейцев к бесполезному сооружению.
В современной китайской культуре стена приобрела новое значение. Независимо от неудач, связанных с её военным применением, она превратилась в символ стойкости и созидательной мощи народа. На нескольких участках Великой Китайской стены можно встретить памятники с цитатой из стихотворения Мао Цзэдуна «Люпаньшань» (кит. упр. 六盘山): «Если ты не побывал на Великой Китайской стене, ты не настоящий китаец» (кит. упр. 不到长城非好汉).
Ежегодно проводится популярный легкоатлетический марафон «Великая стена», в котором часть дистанции спортсмены бегут по гребню стены.

## Разрушение и реставрация стены

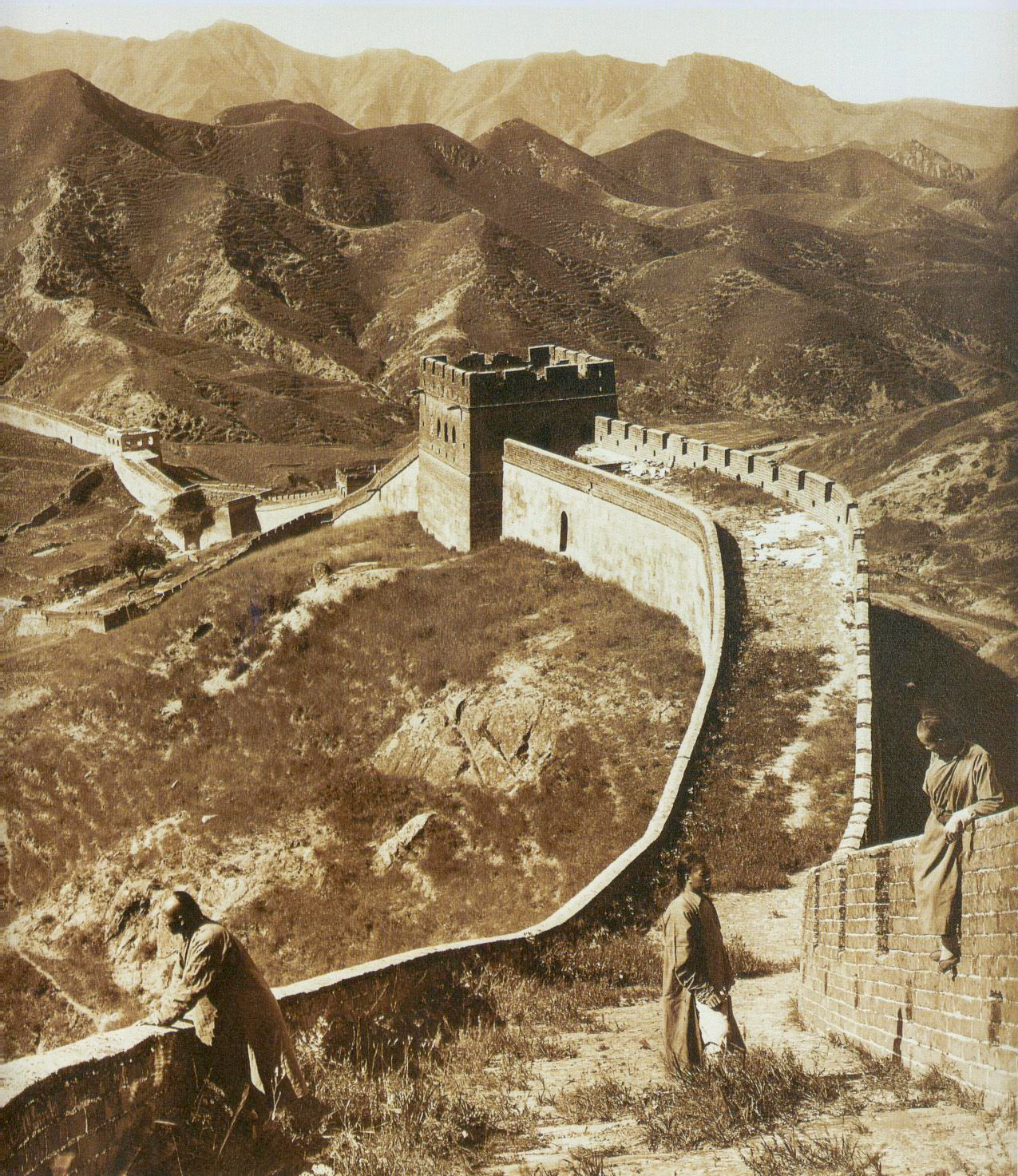
Фотография Великой Китайской стены 1907 г.

Несмотря на многолетние усилия, стена систематически разрушалась и приходила в упадок. Во времена империи Цин (1644—1911) маньчжуры, преодолев стену с помощью предательства У Саньгуя, после этого относились к стене с пренебрежением.

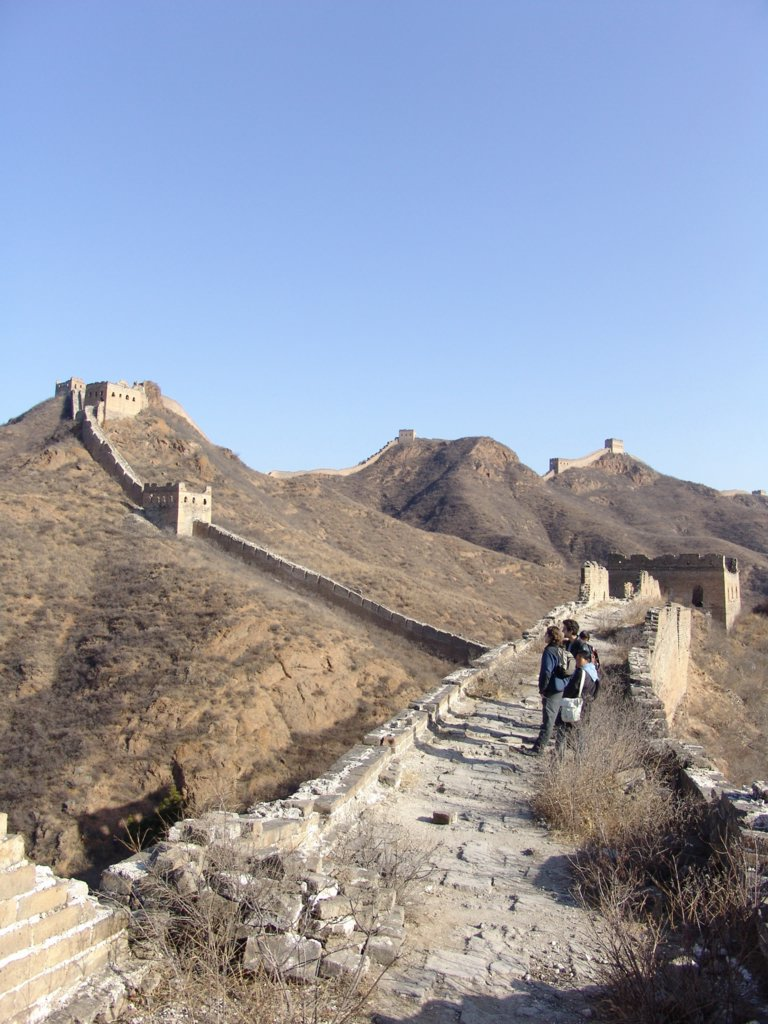
Невосстановленный участок стены

За три века правления Цин Великая стена почти разрушилась под воздействием времени. Лишь небольшой её участок около Пекина — Бадалин — поддерживался в порядке, он служил своего рода «воротами в столицу». В 1899 году американские газеты пустили слух о том, что стена будет и вовсе снесена, а на её месте будет построено шоссе.
В 1984 году по инициативе Дэн Сяопина стартовала программа по реставрации Великой Китайской стены, финансируемая из средств китайских и зарубежных компаний, а также частных лиц. В конце 1980-х годов в Пекине состоялся крупный аукцион искусства, приуроченный к восстановлению стены и транслировавшийся по телевидению в Париже, Лондоне и Нью-Йорке. Ему предшествовал банкет западных деятелей культуры и китайских высокопоставленных лиц, на котором художник Арман публично разбил скрипку о стену, чтобы из её осколков собрать панно, предназначенное для продажи с аукциона — за что был освистан так, что французской делегации пришлось покинуть зал. Работы Армана на аукционе проигнорировались китайскими покупателями, так что ему пришлось самому их купить, чтобы не уронить свой престиж.
Несмотря на проведённые работы, удалённые от туристических мест остатки стены и сегодня находятся в разрушенном состоянии. Одни участки разрушаются при выборе площадки стены как места для строительства деревень или камня из стены в качестве материала строительства, другие — из-за строительства шоссе, железных дорог и прочих протяжённых искусственных объектов. На некоторые участки вандалы наносят граффити.
Сообщается о том, что 70-километровый отрезок стены в уезде Миньцинь провинции Ганьсу на северо-западе страны подвергается активной эрозии. Причина — интенсивные методы ведения сельского хозяйства в Китае, начиная с 1950-х, которые привели к иссушению подземных вод, а в результате этот регион стал главным источником и центром зарождения мощных песчаных бурь. Более 40 км стены уже исчезло, и лишь 10 км пока стоят на своём месте, высота стены в некоторых местах уменьшилась с пяти до двух метров.
В 2007 году на границе Китая и Монголии Уильямом Линдси был обнаружен значительный отрезок стены, который отнесли к периоду правления династии Хань. В 2012 году поиски дальнейших фрагментов стены экспедицией Уильяма Линдси увенчались открытием уже в Монголии потерянного участка.
В 2012 году отрезок стены протяжённостью 36 метров, расположенный в провинции Хэбэй, развалился из-за проливных дождей. При обрушении никто не пострадал. Произошло это 6 августа, но официальное сообщение появилось только через четыре дня.

## Мифы о стене

### Стена — «новодел»
Нередко можно встретить утверждения, что стена была построена относительно недавно, в XVI, XIX или даже в XX веке. Но это всего лишь иллюзия, вызванная тем, что стена имеет неравномерную высоту, структуру кладки, местами разрушена и постоянно реконструировалась, а её показательная часть возле Пекина, которую посещают туристы, вообще была реставрирована с применением современных технологий в середине XX века.

### Видимость стены с Луны
Одна из наиболее ранних отсылок к мифу о видимости стены с Луны содержится в письме от 1754 года английского антиквара Уильяма Стьюкли. Стьюкли писал: «Эту огромную стену длиной 128 км (речь идёт о вале Адриана) превосходит только Китайская стена, которая и на глобусе вон сколько места занимает, да в придачу её с Луны видно». Об этом упоминает и Генри Норман (англ. Sir Henry Norman), английский журналист и политик. В 1895 году он сообщает: «… помимо своего возраста эта стена единственное творение человека, которое видно с Луны». В конце XIX века вовсю муссировалась тема Марсианских каналов, которая, возможно, и привела к представлению, что длинные тонкие объекты на поверхности планет различимы далеко из космоса. Видимость Великой Китайской стены с Луны прозвучала также в 1932 году в популярных американских комиксах «Верьте не верьте от Рипли» (англ. Ripley's Believe It or Not!) и в книге 1938 года «Вторая книга чудес» (Second Book of Marvels) американского путешественника Ричарда Холлибёртона (англ. Richard Halliburton).
Данный миф разоблачался не единожды, но до сих пор не искоренён из популярной культуры.
Максимальная ширина стены — 9,1 метра, и она примерно такого же цвета как и земля, на которой она расположена. Исходя из разрешающей способности оптики (отношение расстояния до объекта к диаметру входного зрачка оптической системы — несколько миллиметров для человеческого глаза и несколько метров для больших телескопов), только объект, который контрастен по отношению к окружающему фону и имеет размер 10 километров и более в диаметре (что соответствует 1 угловой минуте), может быть виден невооружённым глазом с Луны, среднее расстояние от которой до Земли составляет 384 393 километра. Примерная ширина Великой Китайской стены, если смотреть на неё с Луны, будет такой же, как у человеческого волоса, если смотреть на него с расстояния в 3,2 километра. Для того, чтобы увидеть стену с Луны, потребуется зрение в 17000 раз лучше, чем обычное. Неудивительно, что ни один из астронавтов, побывавших на Луне, никогда не сообщал, что видел стену, будучи на поверхности нашего спутника.

### Видимость стены с околоземной орбиты

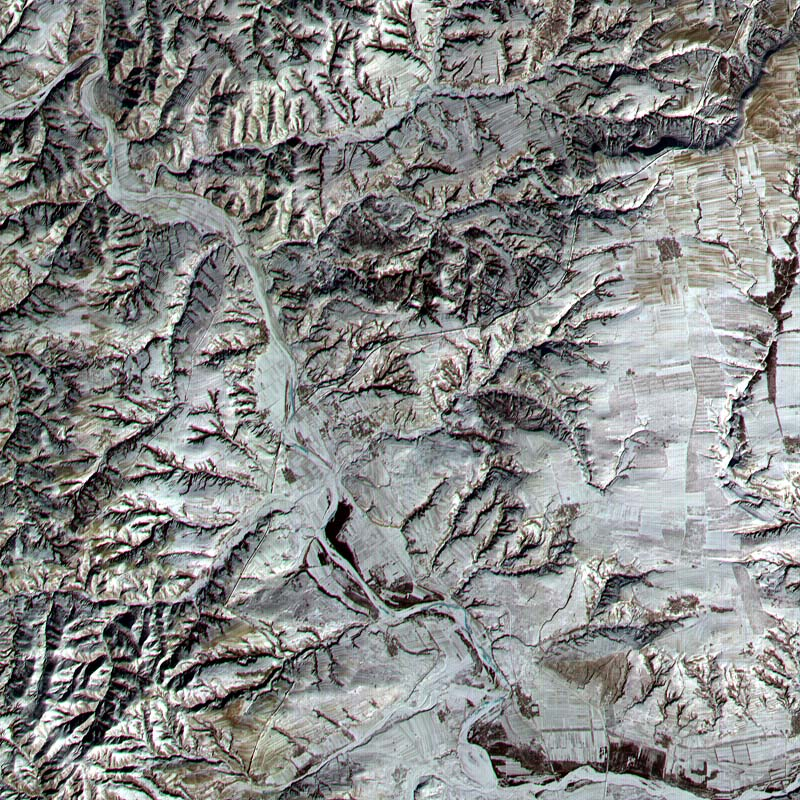
Спутниковое изображение Великой Китайской стены

Более спорным является вопрос, видна ли Великая Китайская стена с орбиты (это более 200 км над землёй). По утверждению НАСА, Стена едва различима, и только при идеальных сопутствующих условиях. Она видна не более, чем прочие искусственные сооружения. Некоторые авторы утверждают, что вследствие ограниченных оптических возможностей человеческого глаза и расстоянию между фоторецепторами на сетчатке стену невозможно увидеть даже с низкой орбиты невооружённым глазом, для этого потребовалось бы зрение в 7,7 раза более острое, чем обычное.
Астронавт Уильям Поуг, будучи на борту Скайлэб, первоначально подумал, что увидел стену, но оказалось, что он видел Великий канал Китая неподалёку от Пекина. Стену он смог разглядеть с помощью бинокля, но отметил, что без него стена была неразличима. Астронавт и сенатор США Эдвин Гарн утверждал, что видел стену невооружённым глазом с орбиты, будучи на борту Спейс шаттла в 1985 году, но его слова подвергались сомнению несколькими астронавтами. Юджин Сернан также заявлял: «С орбиты Земли высотой от 160 до 320 километров Великая Китайская стена действительно видна невооружённым глазом». Эдвард Лу, член экипажа МКС-7 Международной космической станции, добавлял, что «она видна менее, чем много других объектов. И вы должны определённо знать, куда смотреть».
В 2001 году Нил Армстронг заявил насчёт своего пребывания на борту Аполлон-11: «Я не верю, по крайней мере, что касается моих собственных глаз, что есть какой-либо искусственный объект, который я мог бы увидеть. И я не знаю никого, кто признался бы мне, что видел Великую Китайскую стену с земной орбиты… Я спрашивал разных людей, особенно парней, которые много раз пролетали над Китаем в дневное время, и никто из них её не видел».
В октябре 2003 года китайский космонавт Ян Ливэй заявил, что ему не удалось увидеть Великую Китайскую стену. В ответ Европейское космическое агентство выпустило пресс-релиз, где сообщалось, что с орбиты высотой от 160 до 320 километров стена всё-таки видна невооружённым глазом. В попытке прояснить этот вопрос Европейское космическое агентство опубликовало фотографию части Великой Китайской стены, сделанную из космоса. Впрочем, уже спустя неделю они признали ошибку (вместо стены на фотографии была одна из рек).
Лерой Чиао, американо-китайский астронавт, сделал фотографию стены с борта Международной космической станции. Она была столь неразличима, что Чиао даже не был уверен, её ли он сфотографировал. Основываясь на этой фотографии, китайская газета «China Daily» сообщила, что стена может быть видна из космоса невооружённым глазом при наличии благоприятных условий наблюдения и если знать, куда смотреть. Однако разрешение фотокамеры может быть значительно больше, чем у зрительной системы человека, там другая оптика, и фотографические свидетельства не могут быть ответом на вопрос о возможности различения Стены человеческим глазом.

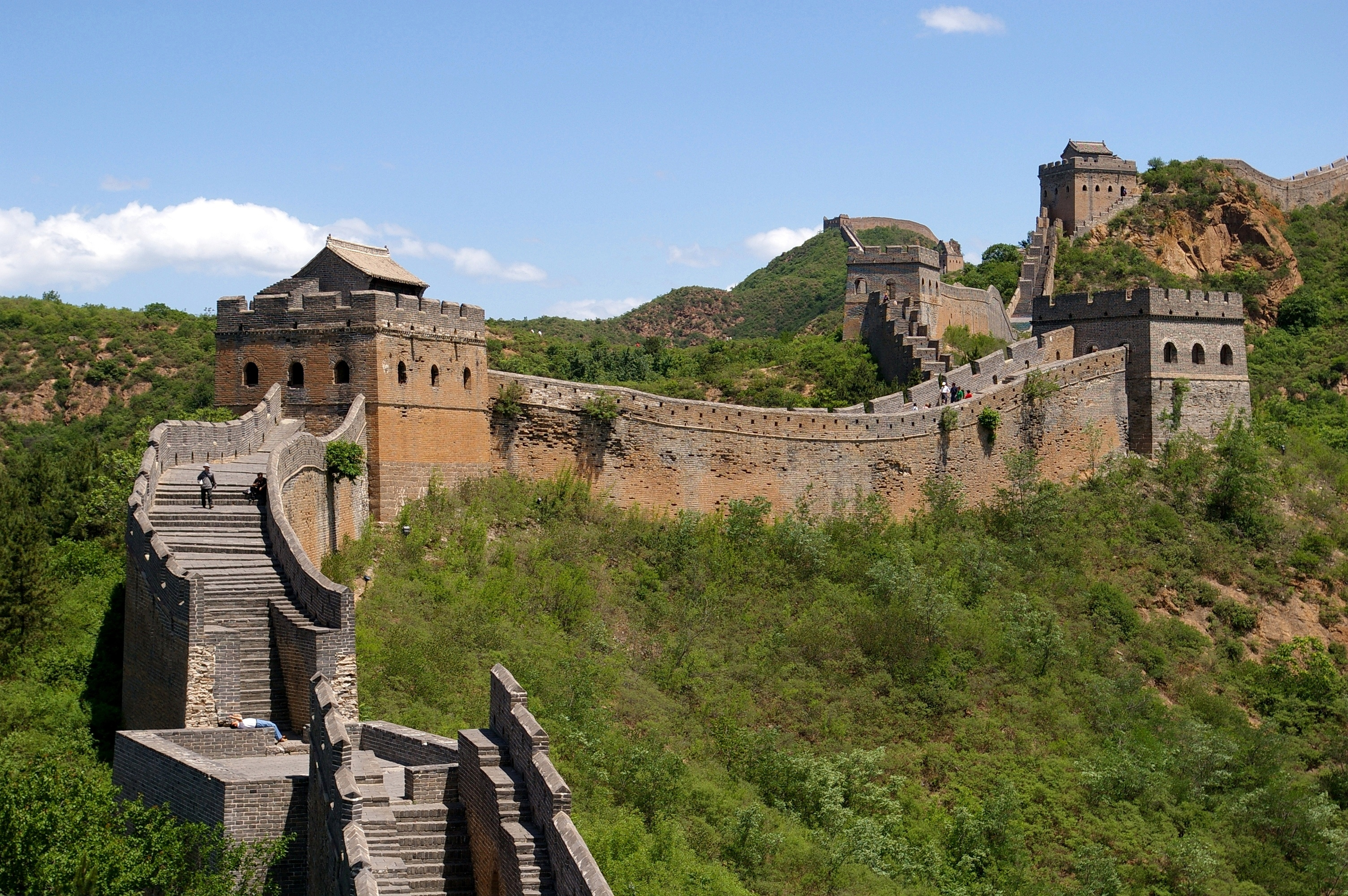
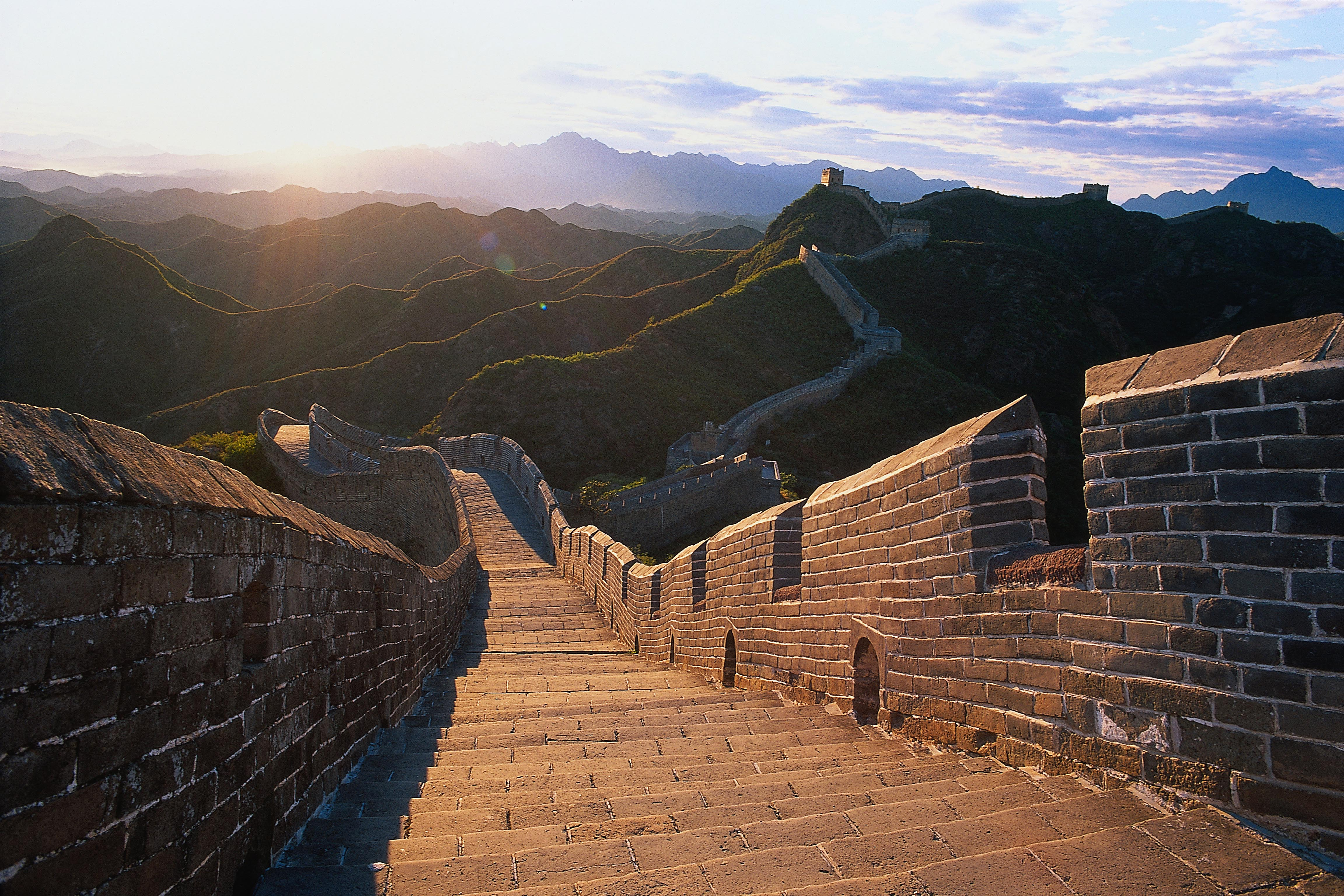
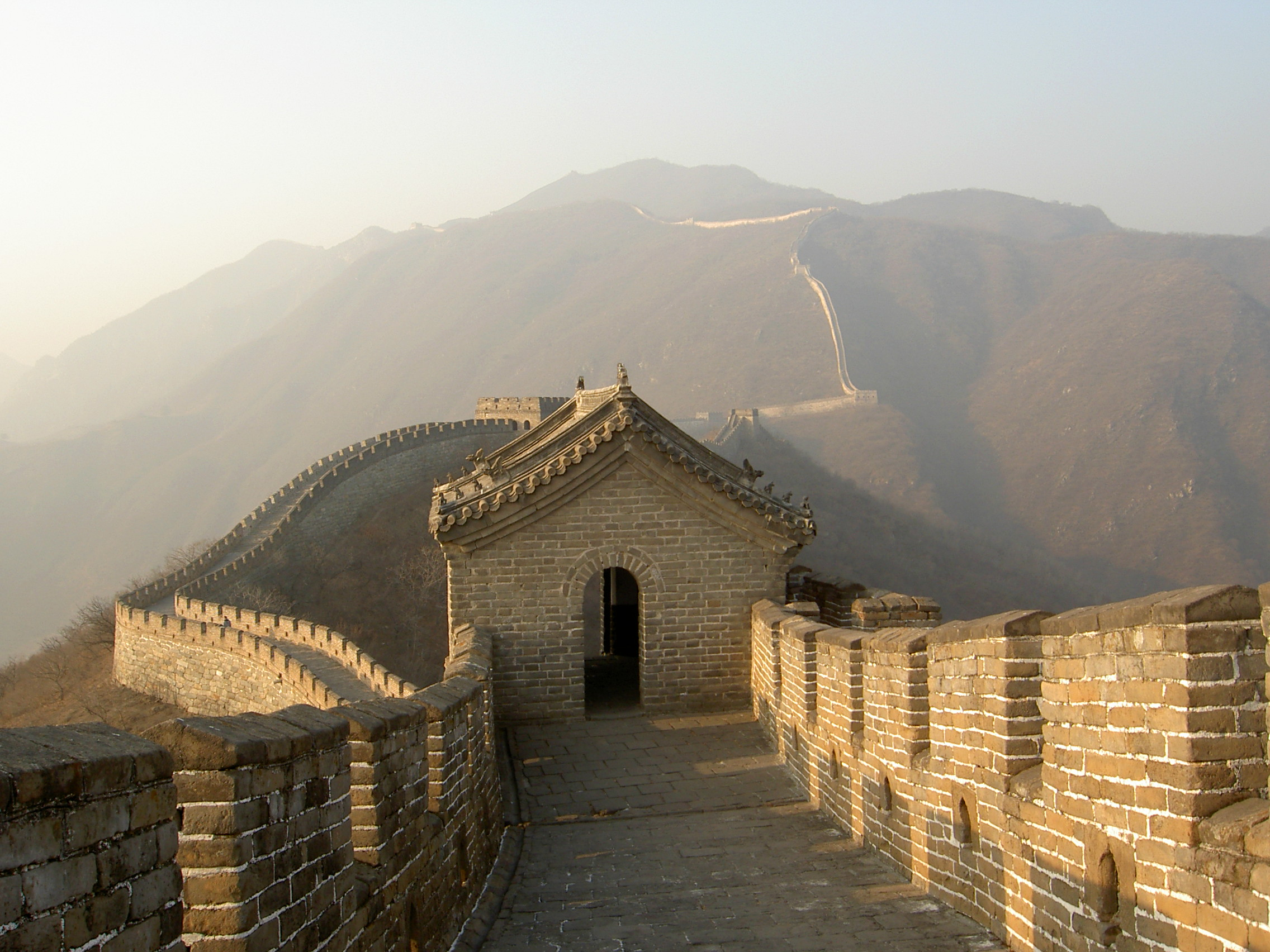
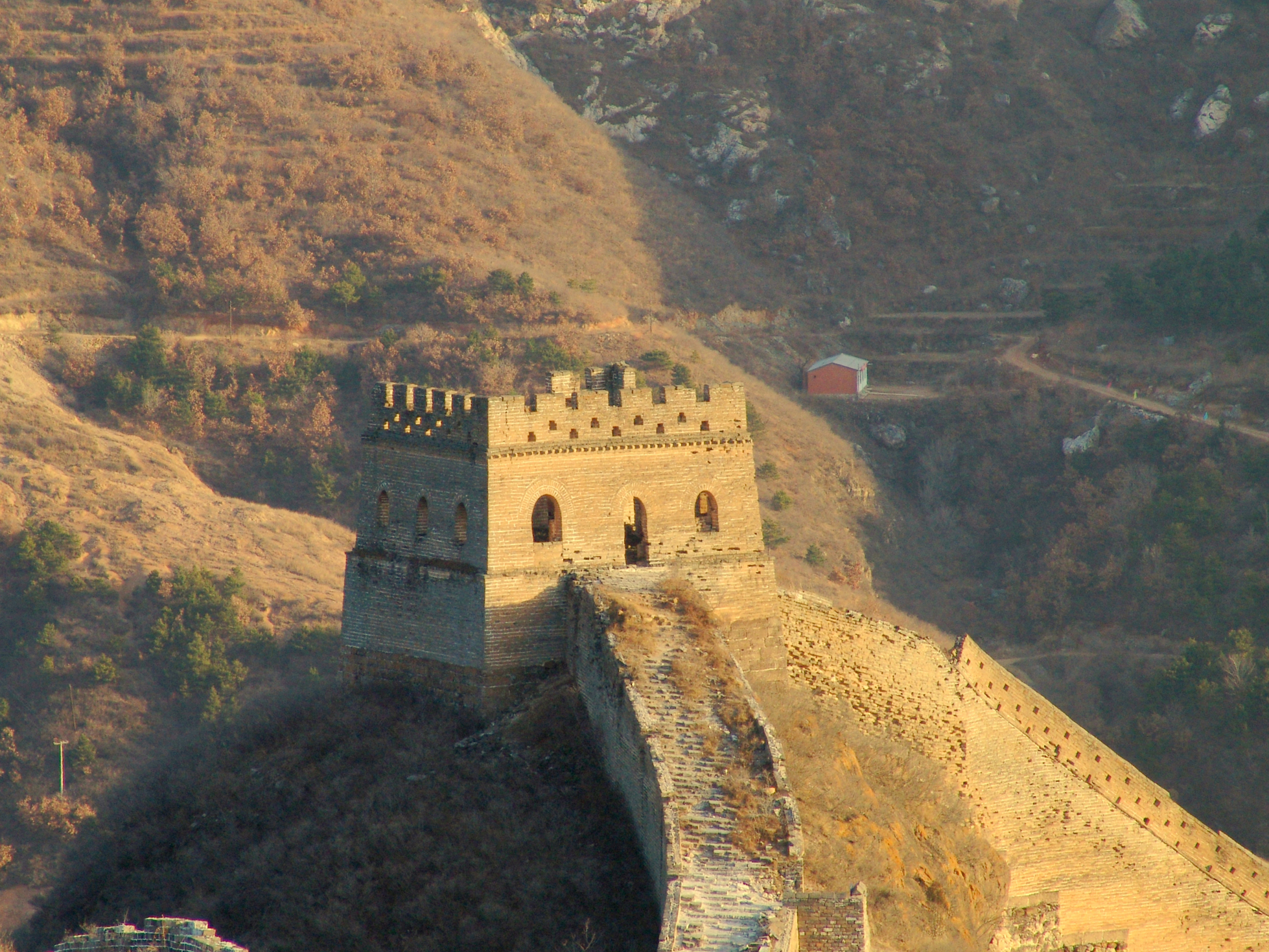
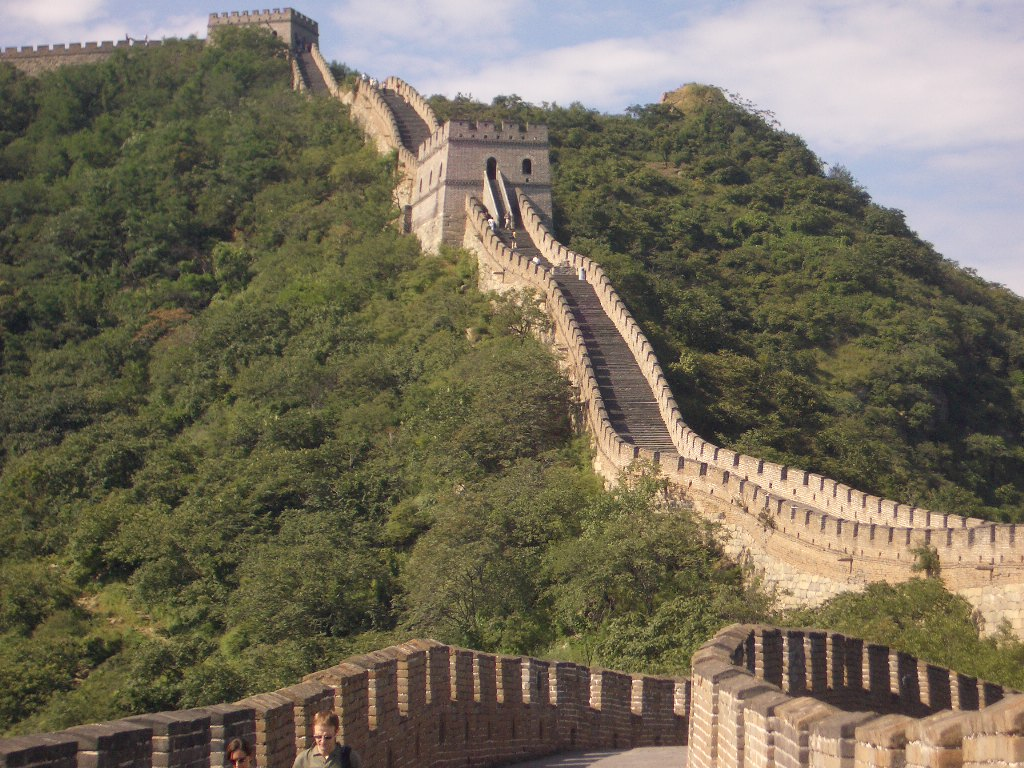
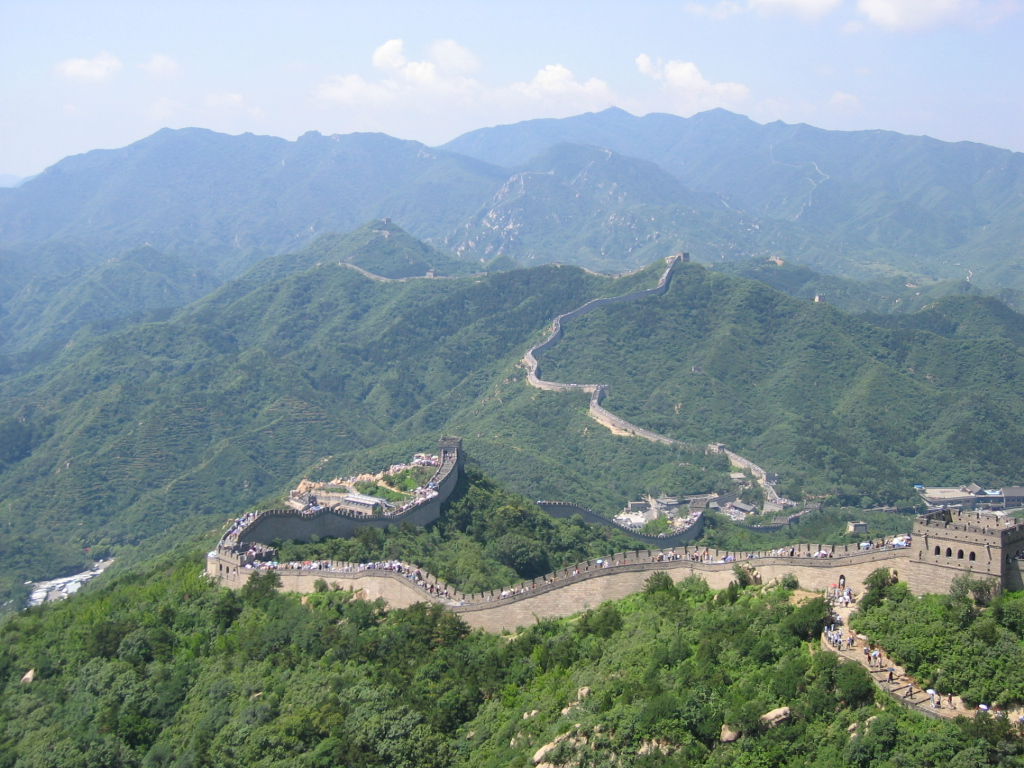
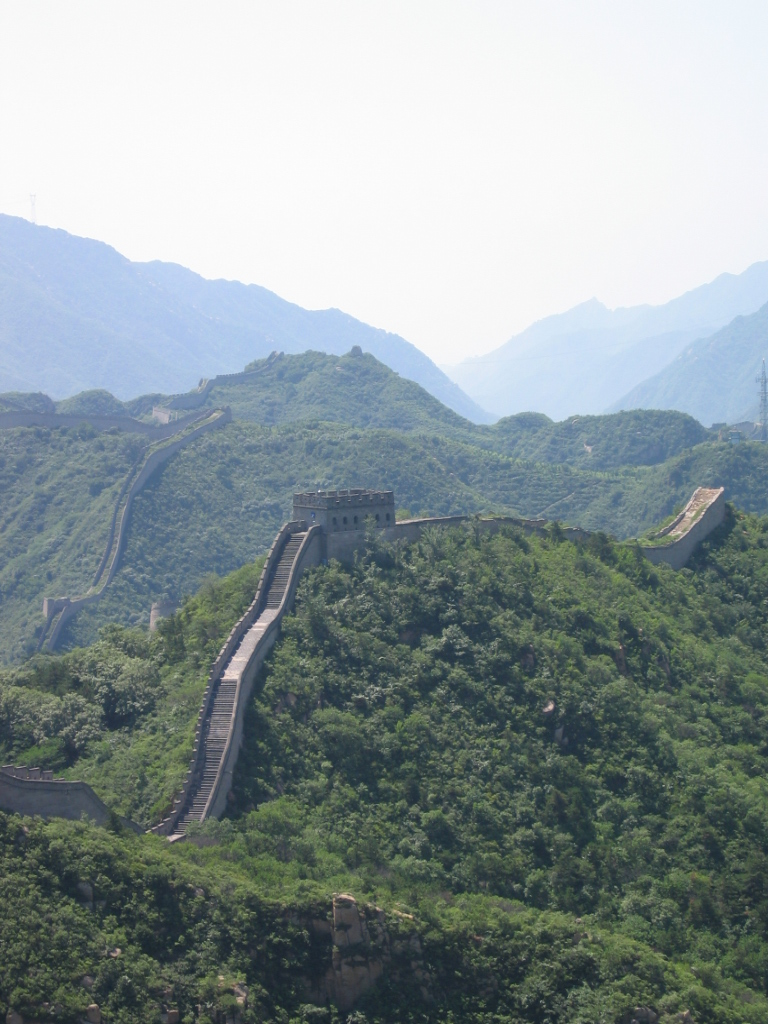
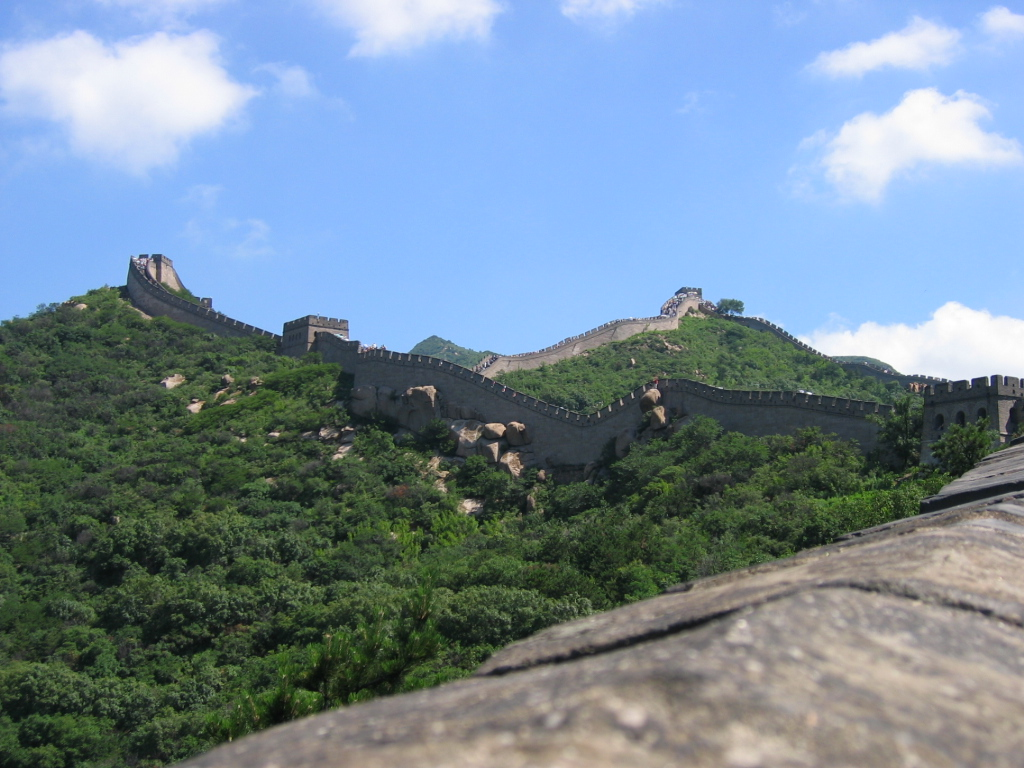
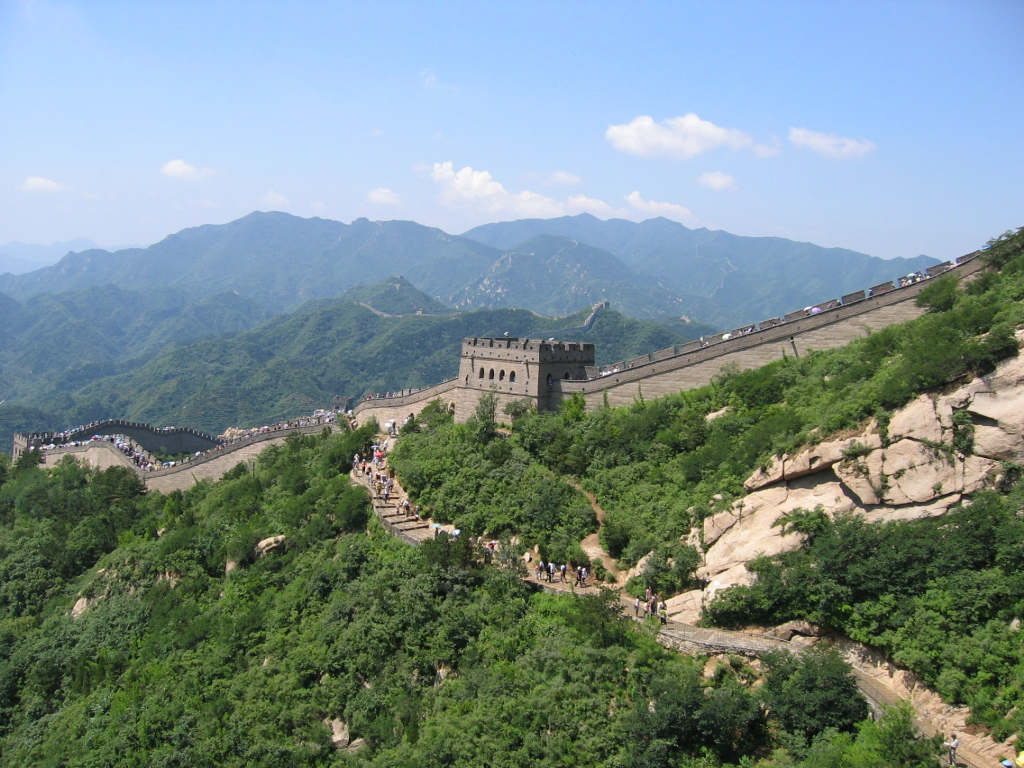
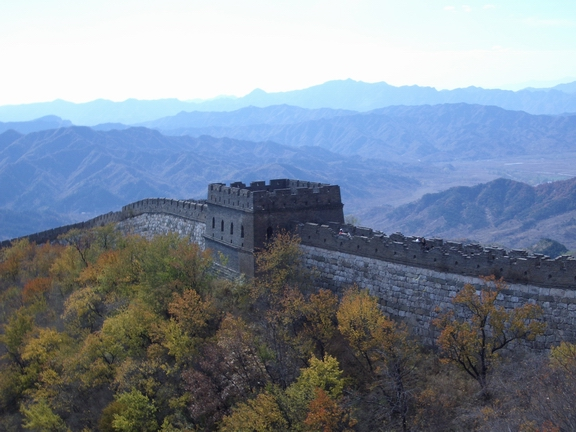

## Музей Великой Китайской стены
Музей был построен в 1994 году в рамках патриотической кампании «Люби Китай, сохрани Великую стену», начатой китайским лидером Дэн Сяопином в 1984 году. Он расположен на 10-метровой террасе, примерно в 400 метрах от входа на участок Бадалин. С 2022 года находится на реконструкции. К 22 июня 2022 года его 5741 культурный артефакт был перемещен в близлежащие районные учреждения культуры в Яньцине.
Общее планирование благоустройства музея началось в начале 2020 года. Основная цель ремонта — лучше продемонстрировать историю Великой китайской стены и разместить артефакты, найденные в здании от периода Воюющих царств (475—221 до н. э.) до династии Цин (1644—1911). После реконструкции для публики будут открыты три основные зоны площадки: выставочный зал, центр для посетителей и международный институт исследований и обмена Great Wall. Ожидается, что после завершения ремонтных работ площадь музея составит 16 000 квадратных метров.
После ремонта музей также планирует сосредоточиться на исследованиях, чтобы продвигать «дух Великой стены» и улучшать исследовательские, образовательные и коммуникационные функции учреждения. Цель состоит в том, чтобы превратить музей в центр наблюдения за наследием Великой китайской стены, знакомства с культурой стены, демонстрации нематериального культурного наследия сооружения и разработки соответствующих культурных и творческих проектов.

## Легенды
По легенде, направление и место постройки стены рабочим указал огромный дракон. Он прошёл вдоль границ страны, а рабочие возвели стену на месте его следов. Некоторые утверждают, что даже сама форма, которую образовала стена, имеет сходство с парящим драконом.
Самой известной легендой является история Мэн Цзяннюй, жены крестьянина, которого принудили работать на стене во время правления династии Цинь. Когда до женщины дошли печальные вести о том, что её муж был похоронен в стене, она прибыла на то место и так горько заплакала, что от её плача рухнула часть стены, где были спрятаны останки её мужа, открыв их её взору:136. В Циньхуандао есть храм Мэн Цзяннюй, перед которым установлена её скульптура. Известный советский и российский китаевед Б. Л. Рифтин посвятил этой легенде обстоятельную монографию, за которую ему в 1961 году присудили учёную степень кандидата филологических наук.

## Книги
- Грицак Е. Н. Пекин и Великая Китайская стена. — М.: Вече, 2005. — 272 с. — (Памятники всемирного наследия). — 5000 экз. — ISBN 5-9533-0778-0. (в пер.)
- Ловелл Дж. Великая Китайская стена = Julia Lovell. The Great Wall / Джулия Ловелл; Пер. с англ. А. Юрьева. — М.: АСТ; АСТ Москва, 2008. — 448, [12] с. — (Историческая библиотека). — 2000 экз. — ISBN 978-5-17-054851-4, ISBN 978-5-9713-9132-6. (в пер.)